# Половка
Половка — река в России, протекает в Нагорском районе Кировской области. Устье реки находится в 1,1 км по левому берегу реки Средняя Симановка. Длина реки составляет 11 км.
Исток реки в лесах в 8 км к северо-западу от села Николаево (Чеглаковское сельское поселение) и в 22 км к северо-западу от посёлка Нагорск. Река течёт на северо-восток по ненаселённому, заболоченному лесу параллельно Средней Симановке, в которую и впадает за 1,1 км до впадения самой Средней Симановки в Симановку.

## Данные водного реестра
По данным государственного водного реестра России относится к Камскому бассейновому округу, водохозяйственный участок реки — Вятка от истока до города Киров, без реки Чепца, речной подбассейн реки — Вятка. Речной бассейн реки — Кама.
По данным геоинформационной системы водохозяйственного районирования территории РФ, подготовленной Федеральным агентством водных ресурсов:
- Код водного объекта в государственном водном реестре — 10010300212111100031327
- Код по гидрологической изученности (ГИ) — 111103132
- Код бассейна — 10.01.03.002
- Номер тома по ГИ — 11
- Выпуск по ГИ — 1